# Esposa y amante
Esposa y amante es una película española de drama erótico estrenada el 4 de agosto de 1977, dirigida por Angelino Fons y protagonizada en los papeles principales por Concha Velasco, Ramiro Oliveros, Ricardo Merino y Victoria Abril.

## Sinopsis
Cuando su hija pequeña intenta suicidarse, una mujer recuerda las relaciones que mantenía con su marido, un cronista deportivo que la engañaba con otras chicas siempre que podía. Asimismo, la mujer cuenta con el apoyo de su amante, un abogado que siempre estuvo enamorado de ella y le aconsejó en sus momentos de angustia o de soledad.

## Reparto principal
- Concha Velasco como Luisa.
- Ramiro Oliveros como Pedro.
- Ricardo Merino como Mario.
- Victoria Abril como Marisa.
- Erika Wallner como Carmen.
- Daniel Martín como Carlos Valle.
- Antonio Gamero como Rafa.
- Rafaela Aparicio como madre de Luisa.